# Avellaneda (Buenos Aires)
Avellaneda is de hoofdstad van het gelijknamige Argentijnse departement Avellaneda in de provincie Buenos Aires. De stad ligt ten oosten van de Argentijnse hoofdstad Buenos Aires en maakt deel uit van de agglomeratie Gran Buenos Aires. Avellaneda heeft een bevolking van ongeveer 328.980 inwoners (census 2001).
Avellaneda is een belangrijke industrie- en havenstad en het staat verder bekend om de voetbalclubs Independiente en Racing Club, die uitkomen in de Primera División en in het verleden zowel meermaals de CONMEBOL Libertadores als de wereldbeker wonnen.
Avellaneda heette vroeger Barracas al Sur, maar in 1904 werd de stad hernoemd naar de staatsman Nicolás Avellaneda.
In 1961 werd de stad de zetel van het rooms-katholieke bisdom Avellaneda-Lanús.

## Bekende inwoners van Avellaneda

### Geboren
- Alberto Ohaco (1888-1950), voetballer
- Raimundo Orsi (1901-1986), voetballer
- Adolfo Pedernera (1918-1995), voetballer
- Juan Carlos Muñoz (1919-2009), voetballer
- Félix Loustau (1922-2003), voetballer
- Osvaldo Héctor Cruz (1931-2023), voetballer
- Humberto Maschio (1933-2024), voetballer en voetbaltrainer
- Vladislao Cap (1934-1982), voetballer
- Andrés Cascioli (1936-2009), cartoonist en striptekenaar
- Norberto Raffo (1939-2008), voetballer
- Héctor Yazalde (1946-1997), voetballer
- Roberto Mouzo (1953), voetballer
- Abel Ernesto Herrera, (1955), voetballer
- Roberto Acuña (1972), Paraguayaans voetballer
- Leonardo Fernández (1974), Argentijns-Boliviaans voetballer
- Eduardo Salvio (1990), voetballer
- Alan Franco (1996), voetballer

## Galerij

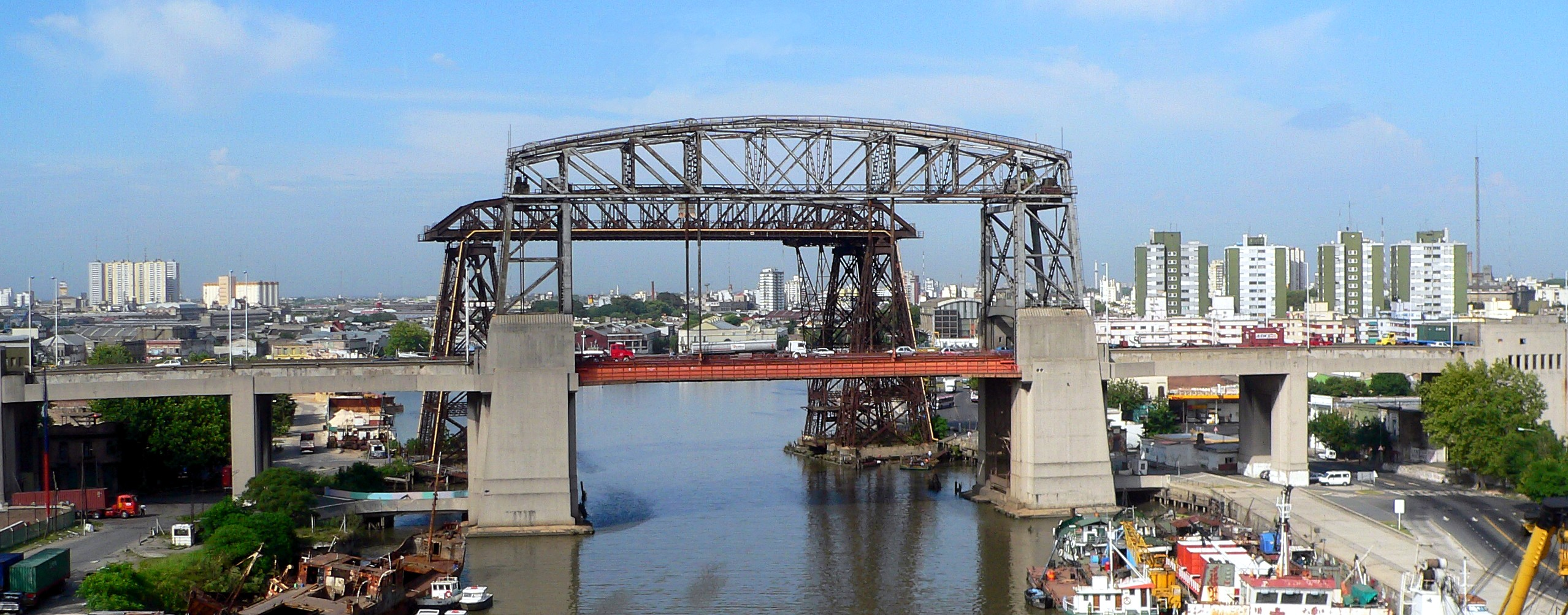
Nicolás Avellaneda-brug tussen Avellaneda en de wijk La Boca van Buenos Aires